# Danh sách đảo theo tên (F)
Danh sách dưới đây liệt kê các đảo bắt đầu bằng ký tự F.
Đây là một danh sách chưa hoàn tất, và có thể sẽ không bao giờ thỏa mãn yêu cầu hoàn tất. Bạn có thể đóng góp bằng cách mở rộng nó bằng các thông tin đáng tin cậy.
A - B - C - D - Đ - E - F - G - H - I - J - K - L - M - N - O - P - Q - R - S - T - U - V - W - X - Y - Z

## F
| Tên đảo             | Quần đảo / Nhóm đảo                                      | Quốc gia                    |
| ------------------- | -------------------------------------------------------- | --------------------------- |
| Fænø                | Islands of the Little Belt                               | Đan Mạch                    |
| Fabiacet (Fabiajet) | Raja Ampat Islands                                       | Indonesia                   |
| Faial               | Azores                                                   | Bồ Đào Nha                  |
| Failaka             | Vịnh Ba Tư                                               | Kuwait                      |
| Fairbank            | Fairbank Lake, Ontario                                   | Canada                      |
| Fairly Lake         | Stoney Lake, Ontario                                     | Canada                      |
| Fahie               | Leeward Islands                                          | Saint Kitts và Nevis        |
| Fakarava            | Palliser Islands, Tuamotus, Polynésie thuộc Pháp         | Pháp                        |
| Fallen Jerusalem    | British Virgin Islands                                   | Vương quốc Anh              |
| False Duck          | Lake Ontario, Ontario                                    | Canada                      |
| False Plum Pudding  |                                                          | Namibia                     |
| Falster             |                                                          | Đan Mạch                    |
| Fancy Point Towhead | Sông Mississippi, Louisiana                              | Hoa Kỳ                      |
| Fangataufa          | Tuamotus, Polynésie thuộc Pháp                           | Pháp                        |
| Fanny               | North Channel, Ontario                                   | Canada                      |
| Fanø                | North Frisian Islands                                    | Đan Mạch                    |
| Fara                | The South Isles, Bản mẫu:Country data Orkney Islands     | Scotland                    |
| Farasan             | Farasan Islands                                          | Saudi Arabia                |
| Faray               | The North Isles, Bản mẫu:Country data Orkney Islands     | Scotland                    |
| Farkas-sziget       | Tisza                                                    | Hungary                     |
| Faro                | Algarve islands                                          | Bồ Đào Nha                  |
| Fårö                | Gotland                                                  | Thụy Điển                   |
| Farsi               | Vịnh Ba Tư                                               | Iran                        |
| Fastnet Rock        | County Cork                                              | Ireland                     |
| Fatuma              |                                                          | Eritrea                     |
| Fauro               | Shortland Islands                                        | Quần đảo Solomon            |
| Favignana           | Aegadian Islands                                         | Ý                           |
| Fawn                | St. Clair River, Ontario                                 | Canada                      |
| Fehmarn             |                                                          | Đức                         |
| Fejø                |                                                          | Đan Mạch                    |
| Félicité            | Inner Islands of the Seychelles                          | Seychelles                  |
| Felsőzátonyi-sziget | Sông Donau                                               | Hungary                     |
| Femø                |                                                          | Đan Mạch                    |
| Fernando de Noronha |                                                          | Brasil                      |
| Fern Island         | Bermuda                                                  | Vương quốc Anh              |
| Ferny               | Lower Lough Erne                                         | Ireland                     |
| Fetlar              | Quần đảo Shetland                                        | Scotland                    |
| Fidra               | Islands of the Forth                                     | Scotland                    |
| Fifi                | Barataria Bay, Louisiana                                 | Hoa Kỳ                      |
| Fighting            | Detroit River, Ontario                                   | Canada                      |
| Filfla              | Maltese islands                                          | Malta                       |
| Finnøy              | Ryfylke Islands, Rogaland                                | Na Uy                       |
| Fish Holm           | Quần đảo Shetland                                        | Scotland                    |
| Fish                | Matanzas River, Florida                                  | Hoa Kỳ                      |
| Fish                | Lake Winnipesaukee, New Hampshire                        | Hoa Kỳ                      |
| Fisherman           | Chesapeake Bay, Virginia                                 | Hoa Kỳ                      |
| Fitzwilliam         | Lake Huron, Ontario                                      | Canada                      |
| Five                | Leeward Islands                                          | Antigua and Barbuda         |
| Five                | North Channel, Ontario                                   | Canada                      |
| Five                | Willamette River, Oregon                                 | Hoa Kỳ                      |
| Five Star           | Bermuda                                                  | Vương quốc Anh              |
| Fivemile            | Lake Winnipesaukee, New Hampshire                        | Hoa Kỳ                      |
| Finnhamn            | Stockholm archipelago                                    | Thụy Điển                   |
| Fjandø              | Islands of Nissum Fjord                                  | Đan Mạch                    |
| Flaherty            | Belcher Islands, Nunavut                                 | Canada                      |
| Flakstadøya         | Lofoten                                                  | Na Uy                       |
| Flanigan            | Sông Mississippi, Illinois                               | Hoa Kỳ                      |
| Flat                | Jason Islands of the Quần đảo Falkland                   | Vương quốc Anh              |
| Flat Holm           | Bristol Channel                                          | Vương quốc Anh              |
| Flattop             | San Juan Islands, Washington                             | Hoa Kỳ                      |
| Flekkerøy           |                                                          | Na Uy                       |
| Flinders            | Bass Strait, Tasmania                                    | Úc                          |
| Flint               | Line Islands                                             | Kiribati                    |
| Florence            | Lake Rosseau, Ontario                                    | Canada                      |
| Flores              | Azores                                                   | Bồ Đào Nha                  |
| Flores              | Lesser Sunda Islands                                     | Indonesia                   |
| Flotta              | The South Isles, Bản mẫu:Country data Orkney Islands     | Scotland                    |
| Flowerpot           | Georgian Bay, Ontario                                    | Canada                      |
| Fluor               | Lake Superior, Ontario                                   | Canada                      |
| Fodu                | Chu San                                                  | Trung Quốc                  |
| Fogn                | Island in Finnøy municipality, Ryfylke Islands, Rogaland | Na Uy                       |
| Fogo                | Newfoundland and Labrador                                | Canada                      |
| Fogo                | Sotavento archipelago                                    | Cape Verde                  |
| Föhr                | North Frisian Islands                                    | Đức                         |
| Folegandros         | Cyclades                                                 | Hy Lạp                      |
| Foley               | Nunavut                                                  | Canada                      |
| Fora                | Estremadura islands                                      | Bồ Đào Nha                  |
| Forked Deer         | Sông Mississippi, Tennessee and Arkansas                 | Hoa Kỳ                      |
| Formentera          | Illes Pitiüses group of the Quần đảo Baleares            | Tây Ban Nha                 |
| Formoza             | Artificial island at Gdynia                              | Ba Lan                      |
| Fornation           | Timbalier Bay, Louisiana                                 | Hoa Kỳ                      |
| Forur Bozorg        | Vịnh Ba Tư                                               | Iran                        |
| Forur Koochak       | Vịnh Ba Tư                                               | Iran                        |
| Forurgan            | Vịnh Ba Tư                                               | Iran                        |
| Foster              | Georgian Bay, Ontario                                    | Canada                      |
| Fota                | The Grenadines in the Windward Islands                   | Grenada                     |
| Fota                | Cork Harbour                                             | Ireland                     |
| Foula               | Quần đảo Shetland                                        | Scotland                    |
| Fourer              | Tiểu Antilles                                            | Saint Lucia                 |
| Fourmile            | French River, Ontario                                    | Canada                      |
| Fournoi             |                                                          | Hy Lạp                      |
| Fourteen Mile       | Allegheny River, Pennsylvania                            | Hoa Kỳ                      |
| Fous                | Tiểu Antilles                                            | Saint Lucia                 |
| Fox                 | Buckhorn Lake Ontario                                    | Canada                      |
| Fox                 | Georgian Bay, Ontario                                    | Canada                      |
| Fox                 | Lake Simcoe, Ontario                                     | Canada                      |
| Frøya               | Sør-Trøndelag                                            | Na Uy                       |
| Franklin            | Greenland                                                | Đan Mạch                    |
| Franklin            | Georgian Bay, Ontario                                    | Canada                      |
| Freixial            | Alentejo islands                                         | Bồ Đào Nha                  |
| Fremont             | Great Salt Lake, Utah                                    | Hoa Kỳ                      |
| French Cay          | Đại Antilles                                             | Dominican Republic          |
| French              | Western Port                                             | Úc                          |
| French              | Sông Mississippi, Wisconsin                              | Hoa Kỳ                      |
| French Island No. 1 | Ohio River, Kentucky                                     | Hoa Kỳ                      |
| French Island No. 2 | Ohio River, Kentucky                                     | Hoa Kỳ                      |
| French River        | Georgian Bay, Ontario                                    | Canada                      |
| Frenchmans Cay      | British Virgin Islands                                   | Vương quốc Anh              |
| Friars              | Leeward Islands                                          | Saint Kitts và Nevis        |
| Frégate             | Tiểu Antilles                                            | Saint Lucia                 |
| Frigate             | The Grenadines in the Windward Islands                   | Grenada                     |
| Frigate             | The Grenadines in the Windward Islands                   | Saint Vincent và Grenadines |
| Fritz               | Schuylkill River, Pennsylvania                           | Hoa Kỳ                      |
| Frösön              |                                                          | Thụy Điển                   |
| Fryingpan           | Georgian Bay, Ontario                                    | Canada                      |
| Fuerteventura       | Canary Islands                                           | Tây Ban Nha                 |
| Fugloy              | Quần đảo Faroe                                           | Đan Mạch                    |
| Funen               |                                                          | Đan Mạch                    |
| Funk                | Newfoundland and Labrador                                | Canada                      |
| Fur                 | Islands of Limfjord                                      | Đan Mạch                    |
| Futuna              | Thái Bình Dương                                          | Vanuatu                     |